# De witte gibbon
De witte gibbon is een  stripverhaal uit de reeks van Jerom, uitgegeven door de Standaard Uitgeverij in 1988.

## Locaties
- Amazoneregenwoud, Mato Grosso, land achter de waterval

## Personages
- Jerom, Dolly, Astrotol, Boskop, Femke, meneer Poenpakker, Djiemes (piloot), dieren, Indianen

## Het verhaal
Astrotol wil de vrienden naar een vakantieparadijs toveren, maar ze belanden per ongeluk in het Amazoneregenwoud. Een witte gibbon en een ara proberen hen te helpen, want ze zien vaker toeristen verdwalen. De dieren die achter de waterval leven, kunnen allemaal praten. De vrienden willen dit graag zien en beloven na het bezoek vergeetwater te drinken. Ze gaan met een vlot de rivier op en kunnen ontkomen aan krokodillen en Indianen. Ze komen dan in het land van melk en honing, waar alleen vrienden zijn en nooit ruzie wordt gemaakt. De vrienden voelen zich er al snel thuis, maar dan blijkt dat de Indianen de inzittenden van een neergestort vliegtuigje hebben ontvoerd. De dieren en de vrienden redden deze twee mannen, maar een van hen blijkt op geld belust te zijn. Het zwarte zieltje van meneer Poenpakker spoort hem aan dat er geld te verdienen is aan het land van melk en honing.
Meneer Poenpakker haalt de witte gibbon over om de koning van de dieren te worden, want hij vertelt dat het dier de slimste is van alle dieren. Hierdoor geldt er opeens orde en tucht in het land achter de waterval. Poenpakker wil een pretpark van het land maken en spoort de dieren aan om mee te helpen aan de bouw. De dieren helpen en Jerom raadt zijn vrienden aan ook te helpen. Dan kan iedereen genieten van het pretpark en iedereen heeft het naar zijn zin. Op een gegeven moment stopt Poenpakker de pret en vertelt dat er vanaf dat moment betaald moet worden voor het pretpark. Dan blijkt dat hij de Indianen heeft verteld waar het verborgen land zich bevindt, want hij wil ook geld van hen ontvangen. De dieren vragen Jerom te helpen in de strijd tegen de Indianen. De Indianen worden door het water van vergetelheid gehaald, zodat ze zich de plek van het land achter de waterval niet kunnen herinneren. Jerom en de vrienden drinken ook van het water voor ze naar huis gaan en Poenpakker en Djiemes blijven als onderhoudspersoneel in het land achter de waterval, zodat de dieren van het pretpark kunnen genieten.